# Бержерак-2
Бержерак-2 (фр. Bergerac-2) — кантон во Франции, находится в регионе Аквитания, департамент Дордонь. Входит в состав округа Бержерак.
Код INSEE кантона — 2402. Всего в кантон Бержерак-2 входит 10 коммун, из них главной коммуной является Бержерак.

## Население
Население кантона на 2012 год составляло 18 538 человек.
| 1962 | 1968 | 1975 | 1982 | 1990   | 1999   | 2006   | 2012   |
| ---- | ---- | ---- | ---- | ------ | ------ | ------ | ------ |
| —    | —    | —    | —    | 15 835 | 15 533 | 15 701 | 18 538 |

## Коммуны кантона
| Коммуна            | Население, чел. (2012) | Почтовый индекс | Код INSEE |
| ------------------ | ---------------------- | --------------- | --------- |
| Бержерак           | 9171                   | 24100           | 24037     |
| Кесак              | 466                    | 24140           | 24345     |
| Крес               | 1802                   | 24100           | 24145     |
| Кур-де-Пиль        | 1531                   | 24520           | 24140     |
| Ламбрас            | 1243                   | 24100           | 24237     |
| Ламонзи-Монтастрюк | 681                    | 24520           | 24224     |
| Муледье            | 1167                   | 24520           | 24296     |
| Сен-Жермен-э-Мон   | 777                    | 24520           | 24419     |
| Сен-Нексан         | 898                    | 24520           | 24472     |
| Сен-Совёр          | 802                    | 24520           | 24499     |